# Бартоли, Эразмо
Эра́змо Ба́ртоли (итал. Erasmo Bartoli) или Де Ба́ртоло (De Bartolo), также Падре Ра́ймо (Padre Raimo — «Отец Раймо»; 1606, Гаэта — 15 июля 1656, Неаполь) — итальянский священник, композитор и певец.

## Биография
Родился в 1606 году в Гаэте, современная провинция Латина. Предположительно обучался музыке у Джованни Баттисты Де Беллиса. С 19 декабря 1626 года до 1636 года — бас королевской капеллы Неаполитанского кафедрального собора. С марта 1636 года ораторианец с пожизненной платой для себя и своей матери. Принимал участие в посмертном издании сочинений Шипьоне Дентиче, вышедшем в 1640 году. В 1642 и 1652—1656 годах — музыкальный префект. Скончался в 1656 году в Неаполе во время эпидемии чумы.

## Соченения
Эразмо Бартоли был автором большого количества музыкальных произведений религиозного характера, пользовавшихся большой популярностью не только при жизни, но и после смерти. Так, в 1713 году Шипьоне Нарни выпустил аранжировки наиболее популярных сочинений Бартоли.
Среди сочинений Бартоли:
- Интроиты, мессы и всенощные для ораторианцев на 16 голосов (4 хора)
- 2 мессы на 8 и 10 голосов
- 2 литании, всенощные гимны на 16 голосов (4 хора)
- литания для 4 хоров
- псалмы для 2 хоров
- кантаты на 4 голоса
- более 30 мотетов для 4 хоров
- 26 мотетов для 2 хоров
- пасторальные мотеты на 4—6 голосов
- около 500 других мотетов
- «пестни Падре Раймо»
- около 250 других музыкальных сочинений религиозного характера